# Die Sorge des Hausvaters
Die Sorge des Hausvaters ist eine kurze Erzählung von Franz Kafka, die 1920 im Band Ein Landarzt erschien.

## Inhalt
Ein seltsames Ding oder Wesen, genannt „Odradek“, bewegt sich nach ganz eigenen Regeln im Haus des Erzählers.
Odradek ähnelt einer kleinen sternförmigen Zwirnspule mit abgerissenen Zwirnen und stäbchenförmigen Auslegern, auf denen er aufrecht stehen kann. Er kann sich auch bewegen und spricht sogar.
Odradek irrlichtert im ganzen Haus umher, manchmal ist er weg. Einerseits redet er, oft ist er stumm. Man spricht ihn an wie ein Kind wegen seiner Winzigkeit, aber er antwortet erwachsen. Es gibt keine erkennbare Gesetzlichkeit für ihn, er lässt keine gezielte Aktivität erkennen. Zum Unwillen des Hausvaters hat Odradek keine Tätigkeit, an der er sich zerreibt und darüber – wie es allen Wesen geht – den Tod findet.
Der erzählende Hausvater kann diesem Objekt weder Sinn noch Ziel zuordnen und die Vorstellung schmerzt ihn fast, dass Odradek ihn überleben könnte.

## Deutung
Siehe Odradek.

## Ausgaben
- Franz Kafka: Sämtliche Erzählungen. Paul Raabe. Fischer-Taschenbuch-Verlag, 1970, ISBN 3-596-21078-X.
- Franz Kafka: Die Erzählungen. Originalfassung, Hrsg. von Roger Hermes. Fischer Verlag, 1997, ISBN 3-596-13270-3.
- Franz Kafka: Drucke zu Lebzeiten. Herausgegeben von Wolf Kittler, Hans-Gerd Koch und Gerhard Neumann. Fischer Verlag, Frankfurt/Main 1996, S. 282–284.

## Sekundärliteratur
- Peter-André Alt: Franz Kafka: Der ewige Sohn. Eine Biographie. Verlag C.H. Beck, 2005, ISBN 3-406-53441-4.
- Bettina von Jagow, Oliver Jahraus: Kafka-Handbuch Leben–Werk–Wirkung. Vandenhoeck & Ruprecht, 2008, ISBN 978-3-525-20852-6.
- Reiner Stach: Kafka: Die Jahre der Erkenntnis. S. Fischer, ISBN 978-3-10-075119-5